# Manuel J. Borja-Villel

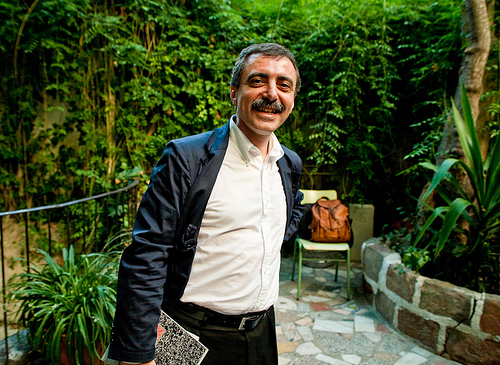
Manuel J. Borja-Villel

Manuel J. Borja-Villel (* 1957 in Burriana, Castellón) ist ein spanischer Kurator, Kunsthistoriker und Museumsdirektor.

## Leben und Werk
Manuel J. Borja-Villel studierte bis 1980 Kunstgeschichte an der Universität Valencia. Er war von 1981 bis 1983 Stipendiat des Fulbright-Programms und studierte an der Yale University. 1987 machte er den Master für Philosophie an der City University of New York. Von 1988 bis 1989 bekam er ein Kress Foundation Fellowship. 1989 schloss er sein Studium als Ph.D. ab.
Von 1990 bis 1998 war Manuel J. Borja-Villel Direktor des Museums Fundació Antoni Tàpies. Dort war er verantwortlich für Ausstellungen von Louise Bourgeois, Brassaï, Marcel Broodthaers, Lygia Clark, Hans Haacke und Krzysztof Wodiczko. Borja-Villel war von 1998 bis 2008 Direktor des Museu d’Art Contemporani de Barcelona (MACBA). Unter den Ausstellungen, die er in dieser Funktion organisiert hat, waren: Vito Acconci, El Lissitzky, Öyvind Fahlström, Peter Fischli und David Weiss, Robert Frank, David Goldblatt, Luís Gordillo, Raymond Hains, Richard Hamilton, William Kentridge, Perejaume, Michelangelo Pistoletto, Gerhard Richter, Martha Rosler, und Antoni Tàpies.
Borja-Villel war 2007 Mitglied der Findungskommission der documenta 12 und Mitglied der Jury für die 52. Biennale di Venezia.
Direktor des Museo Reina Sofía ist Manuel J. Borja-Villel seit 2008.
2010 wurde er in die American Academy of Arts and Sciences gewählt.